# Kenamuke-Sumpf
Der Kenamuke-Sumpf ist ein Sumpfgebiet im Boma-Nationalpark im Südosten des Südsudan.
Er liegt im Süden des Bundesstaates Jonglei, nahe der äthiopischen Grenze, rund 300 km nordöstlich von Juba, der Hauptstadt des Südsudan.
Er erstreckt sich der Länge nach in einem Tal, hat eine Fläche von 100 km², grenzt im Süden direkt an den Kobowen-Sumpf und ist durch Auwald-Vegetation dominiert. Über seinen Ausfluss Kangen entwässert er nach Norden in den Sobat, einen Nebenfluss des Weißen Nils.